# Georg Friedrich
Georg Friedrich (n. 31 octombrie 1966, Salzburg, Austria) este un actor austriac.

## Biografie
După absolvirea sa, ca actor la Schauspielschule Krauss din Viena, Friedrich a apărut, din 1983, în numeroase, filme și producții de televiziune austriece. În ultimii ani, el a ieșit în evidență, la Sommerfestspielen Perchtoldsdorf și Volksbühne Berlin, de asemenea, și ca actor de teatru. La Berlinale 2004, Georg Friedrich a fost distins cu Shooting Star. În 2017, el a primit Silberner Bär, pentru cel mai bun actor, pentru rolul tatălui, din filmul lui Thomas Arslan, Helle Nächte.

## Filmografie
Filme
- 1986: Müllers Büro
- 1988: Ein Sohn aus gutem Hause, regie Karin Brandauer
- 1989: Der siebente Kontinent, regie Michael Haneke
- 1992: Kinder der Landstraße, regie Urs Egger
- 1994: 71 Fragmente einer Chronologie des Zufalls, regie Michael Haneke
- 1997: Blutrausch, regie Thomas Roth
- 1999: Nordrand, regie Barbara Albert
- 2000: Gelbe Kirschen, regie Leopold Lummerstorfer
- 2001: Hundstage, regie Ulrich Seidl]]
- 2001: Die Klavierspielerin, regie Michael Haneke
- 2003: Kaltfront, regie Valentin Hitz
- 2003: Wolfzeit, regie Michael Haneke
- 2003: Böse Zellen, regie Barbara Albert
- 2004: Hurensohn, regie Michael Sturminger
- 2004: Basta – Rotwein oder Totsein (C(r)ook)
- 2004: Grauzone, regie Karl Bretschneider
- 2004: Nacktschnecken, regie Michael Glawogger
- 2004: Fräulein Phyllis, regie Clemens Schönborn
- 2004: Silentium, regie Wolfgang Murnberger
- 2004: Welcome Home, regie Andreas Gruber
- 2005: Fremde Haut, regie Angelina Maccarone
- 2005: Kabale und Liebe, regie Leander Haußmann
- 2005: Keller – Teenage Wasteland, regie Eva Urthaler
- 2005: Spiele Leben, regie Antonin Svoboda
- 2006: Die Unerzogenen, regie Pia Marais
- 2006: Klimt, regie Raúl Ruiz
- 2006: Knallhart, regie Detlev Buck
- 2006: Fallen (2006), regie Barbara Albert
- 2007: Import Export, regie Ulrich Seidl
- 2007: Die Unerzogenen – Regie: Pia Marais
- 2007: Das wilde Leben, regie Achim Bornhak
- 2008: Nordwand, regie Philipp Stölzl
- 2009: Contact High, regie Michael Glawogger
- 2009: Parkour, regie Marc Rensing
- 2011: Über uns das All, regie Jan Schomburg
- 2011: Mein bester Feind, regie Wolfgang Murnberger
- 2011: Sommer in Orange, regie Marcus H. Rosenmüller
- 2011: Atmen, regie Karl Markovics
- 2011: Faust, regie Alexander Sokurow
- 2012: Nachtlärm, regie Christoph Schaub
- 2012: Die Vermessung der Welt, regie Detlev Buck
- 2012: Annelie, regie Antej Farac
- 2013: Mein blindes Herz, regie Peter Brunner
- 2014: Stereo, regie Maximilian Erlenwein
- 2014: Über-Ich und Du, regie Benjamin Heisenberg
- 2014: Die Vampirschwestern 2, regie Wolfgang Groos
- 2015: Aloys, regie Tobias Nölle
- 2016: Wild, regie Nicolette Krebitz
- 2016: Hotel Rock’n’Roll, regie Michael Ostrowski și Helmut Köpping
- 2017: Wilde Maus, regie Josef Hader
- 2017: Helle Nächte, regie Thomas Arslan

filme de televiziune și seriale (selecție)
- 1983: Tatort: Mord in der U-Bahn|Tatort – Mord in der U-Bahn
- 1984: Der Verschwender (Fernsehspiel), regie Ernst Wolfram Marboe
- 1984: Die Försterbuben
- 1986: Tatort – Automord
- 1987: Tatort – Flucht in den Tod
- 1994: Der Salzbaron (Fernseh-Miniserie, 4 Folgen)
- 1996: Spiel des Lebens (Fernsehserie, Folge Liebe und Liebelei)
- 1996: Die Liebe des Ganoven
- 1997: Stockinger (Fernsehserie, Folge Tod in Saalbach)
- 1998–2002: Kommissar Rex (Fernsehserie)
- 1998: Opernball
- 1999: Tatort – Nie wieder Oper
- 2000: Die Verhaftung des Johann Nepomuk Nestroy
- 2000: Polt muss weinen
- 2001: Blumen für Polt
- 2003: Tatort – Leyla
- 2005: Kabale und Liebe (2005)
- 2006: König Otto
- 2007: Rumpelstilzchen (2007)
- 2009: Der kleine Mann (Fernsehserie, Gnu for Two)
- 2010: Aufschneider (Fernsehzweiteiler)
- 2010: Frösche petzen nicht]
- 2010: Tatort – Am Ende des Tages
- 2011: Föhnlage. Ein Alpenkrimi
- 2012: Polizeiruf 110 – Fieber
- 2015: Unter Verdacht (Fernsehserie, Folge Ein Richter)
- 2016: Morgen hör ich auf (Fernseh-Miniserie, 4 Folgen)
- 2016: Winnetou – Der Mythos lebt (Fernsehdreiteiler)

## Teatru radiofonic
- 2013: E. M. Cioran: Vom Nachteil, geboren zu sein, regie Kai Grehn (teatru radiofonic – SWR)

## Premii
- Berlinale 2004: Österreichischer Shooting Star al cinematografiei europene
- Diagonale 2014: Großer Diagonale–Schauspielpreis für Verdienste um die Österreichische Filmkultur[8]
- Berlinale 2017: Silberner Bär , pentru cel mai bun actor, pentru filmul Helle Nächte de Thomas Arslan